# تو جوان مرا دوست داری
تو زیبایی و من جوان (به هندی: Tum Haseen Main Jawaan) فیلمی محصول سال ۱۹۷۰ و به کارگردانی باپی سونی است. در این فیلم بازیگرانی همچون درمندرا، هما مالینی، پران، هلن، افتخار ایفای نقش کرده‌اند.